# Prästeståndets ledamöter vid riksdagen 1862–1863
Vid riksdagen 1862–1863 ingick följande ledamöter i prästeståndet.
Biskoparna och pastor primarius i Stockholm var självskrivna, medan övriga präster utsågs för respektive stift. Prästerskapet i Stockholms stad utsåg egna företrädare. Därtill skulle universiteten samt Vetenskapsakademien utse riksdagsmän, vilka skulle ingå i prästerskapet i dess egenskap av det lärda ståndet. Uppsala och Lunds universitet skulle utse vardera minst en, högst två riksdagsmän, som skulle vara "Profeßor från de werldslige Faculteterna", medan Vetenskapsakademien skulle utse två "Ofrälse Civile Ledamöter" som riksdagsmän.
Stiften förtecknas i den ordning de anges i prästeståndets protokoll.

### Uppsala ärkestift
- Ärkebiskop Henrik Reuterdahl
- Carl Fredrik Björkman
- Johan Erik Forssell
- Lars Landgren
- Henrik Gerhard Lindgren
- Emanuel Schram

### Linköpings stift
- Biskop Ebbe Gustaf Bring
- Per Jakob Emanuelsson
- Jonas Janzon
- Herman Lundgren
- Anders Fredrik Sondén
- Jon Wåhlander (till 18/2 1863)[3]
  - Carl Magnus Joachim Petrelli (från 11/4 1863)

### Skara stift
- Biskop Johan Albert Butsch
- Per Olof Carlander
- Justus Collén
- Jakob Otterström
- Anders Fredrik Sondén
- Adolf Säve

### Strängnäs stift
- Biskop Thure Annerstedt
- Wilhelm Gumælius
- Pehr Thyselius
- Nils Gustaf Wennerström
- Isak Samuel Widebeck (död 1/4 1863)
  - Karl Johan Landgren (från 15/4 1863)

### Västerås stift
- Biskop Christian Eric Fahlcrantz (frånvarande)
- Carl Olof Björling
- Axel Eurén
- Samuel Lorentz Ljungdahl
- Esaias Magnus Tegnér
- Johan Paul Immanuel Tellbom (död 28/5 1863)
  - Lars Westerlund (från 1/8 1863)

### Växjö stift
- Biskop Henrik Gustaf Hultman
- Johan Magnus Almqvist
- Abraham Lundholm
- Lars Georg Palmlund

### Lunds stift
- Biskop Johan Henrik Thomander (frånvarande)
- Christian Gissel Berlin (död 4/7 1863)
  - Holjer Witt (från 29/8 1863)
- Josef Rudolf Falck
- Anton Niklas Sundberg
- Jöns Ternström

### Göteborgs stift
- Biskop Gustaf Daniel Björck
- Gustaf Ljunggren
- Lars Niklas Mellquist
- Oskar Erhard Rabe

### Kalmar stift
- Biskop Paulus Genberg (frånvarande)
- Johan Israel Melén
- Anders Sandberg

### Karlstads stift
- Biskop Anton Millén
- Olof Arrhenius
- Johan Magnus Malmstedt

### Härnösands stift
- Biskop Israel Bergman
- Pehr Lithner
- Nils Nordlander
- Jonas Bernhard Runsten

### Visby stift
- Biskop Lars Anton Anjou
- Karl Bergvall
- Daniel Söderberg

### Stockholms stad
- Pastor primarius Carl Magnus Fallenius
- Artur Eijvin Anshelm Afzelius
- Josef Nordlund
- Ture Wensjoe

### Uppsala universitet
- Fredrik Ferdinand Carlson (till 1/8 1863)[4]
  - Sigurd Ribbing (från 2/9 1863)

### Lunds universitet
- Jacob Georg Agardh

### Vetenskapsakademien
- Johan Jakob Nordström
- Nils Haqvin Selander